# Onthophagus haafi
Onthophagus haafi är en skalbaggsart som beskrevs av Frey 1963. Onthophagus haafi ingår i släktet Onthophagus och familjen bladhorningar. Inga underarter finns listade i Catalogue of Life.